# Teutgarius
Teutgarius (auch Dietgar, Teutgar) war zu Beginn des 9. Jahrhunderts einer der Stellvertreter des Abtes Benedikt von Aniane im Kloster Megingaudshausen. Während die ältere Literatur ihn noch als eigenständigen Abt betrachtet, geht man heute davon aus, dass Teutgarius lediglich Bevollmächtigter des abwesenden Benedikt war.

## Das Kloster vor Teutgarius
Kaiser Ludwig der Fromme ernannte zu Beginn des 9. Jahrhunderts Benedikt von Aniane zum Generalabt aller Benediktinerklöster im Frankenreich. Megingaud aus dem Geschlecht der Mattonen übergab Benedikt daraufhin auf dem Reichstag von Paderborn im Jahr 815 seine Neugründung im Steigerwald, Kloster Megingaudshausen. Mit dem Generalabt vereinbarte man die Entsendung von Gründungspersonal und legte die Grundzüge der Stiftung fest. Abt Benedikt entsandte daraufhin mehrere Mönche aus dem Musterkloster Kornelimünster nach Megingaudshausen.

## Leben
Über die frühen Jahre des Teutgarius schweigen die Quellen. Wahrscheinlich wurde er im Kloster Kornelimünster bei Aachen zum Priester ausgebildet. Erstmals erwähnt wurde er in einer Gebetsverbrüderungsliste, in der die Mönche des Stiftes St. Peter in Salzburg, die Namen ihrer Megingaudshäuser Mitbrüder eintrugen. An zehnter Stelle in der Liste wird ein „Diatgar“ genannt. Teutgarius leitete wohl zu diesem Zeitpunkt die Schreibstube des Klosters. Ihm wurde später der Ausbau der Bibliotheksbestände zugeschrieben.
Teutgarius wurde später von Benedikt gemäß kaiserlicher Verfügung zum Stellvertreter des Generalabtes ernannt, weil dieser nicht oft in Megingaudshausen weilen konnte. Eine Klosterchronik der Nachfolge-Abtei Münsterschwarzach von 1250 schrieb Teutgarius ein Lobgedicht auf seinen Abt Benedikt zu. „frater Teutgarius“, so die Selbstbezeichnung in dem Gedicht, hatte um 816 wohl großen Einfluss über die Geschicke des Steigerwaldklosters, er blieb aber weiter nur Stellvertreter des Benedikt.
Als Abt tauchte Teutgarius lediglich in einer Urkunde auf, die über die feierliche Übertragung der Gebeine des heiligen Bonifatius in den neuen Dom zu Fulda berichtet. Er wurde als einer der sechs auserwählten Äbte Frankens bezeichnet, die den Reliquienschrein trugen. Die gesamte Klostergeschichtsschreibung von Megingaudshausen-Münsterschwarzach verzichtet dagegen darauf, den Geistlichen als Abt in die Liste der Klostervorsteher aufzunehmen.
Teutgarius ging später nach Italien und soll dort als bedeutender Reformator der (nord-)italienischen Klöster gewirkt haben. So diente er bei Erzbischof Angilberto II. von Mailand zusammen mit zwei Gefährten. Später unterstützte er Bischof Rambert von Brixen bei der Reform seiner Klöster.